# The Legend of Kage
The Legend of Kage (影の伝説, Kage no Densetsu) est un jeu vidéo d'action à thème de ninja d'abord sorti sur borne d'arcade en 1985 puis porté sur consoles. Il a été développé et édité par Taito. Le jeu a connu une suite, The Legend of Kage 2 sur Nintendo DS,.

## Synopsis
Dans un Japon imaginaire de la période Edo, le ninja Kage doit sauver la Princesse Kiri, la fille du Shogun, qui a été enlevée par le samouraï maléfique Yoshi.

## Système de jeu
Le jeu est composé de 5 niveaux : la forêt, le passage, la forteresse et le château.
Les saisons changent au cours du jeu. Kage est armé d'une épée et de shurikens. Il est aussi capable d'attaques par méditation.
Le mode 2 joueurs est au tour par tour.